# 葉暮橋

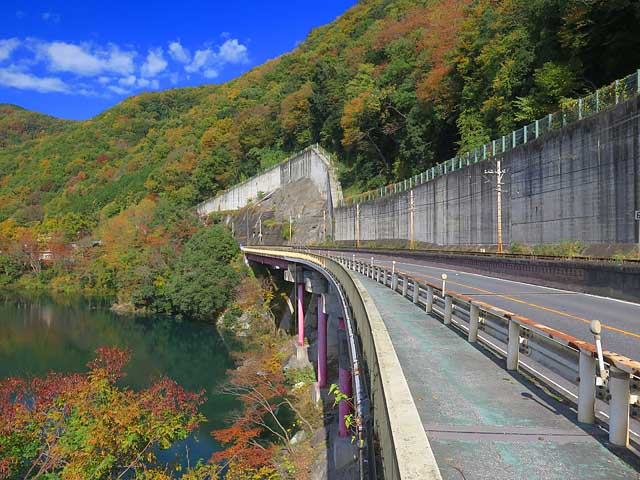
葉暮橋（2014年11月）

葉暮橋（はぐればし）は埼玉県秩父郡長瀞町矢那瀬の荒川に平行するように架かる国道140号の桟道橋である。古くから秩父往還における難所の一つでもあった。橋の袂の熊谷側は大里郡寄居町末野の区域に掛かる。

## 概要
葉暮橋は寄居町と長瀞町の境界の場所に建設されている、荒川の左岸側の斜面に設けられた橋長104.9メートル、幅員6.5メートル 支間長15メートルの7径間の鋼製桟道橋である。橋の形式は単純プレートガーダー橋（鋼鈑桁橋）である。歩道は谷側のみに設けられている。
橋の伸縮継手は荷重支持型鋼製伸縮装置が使われている。橋は秩父方面に向けて地形に沿った緩やかな左曲線の橋となっている。すぐ山側を隣接して秩父鉄道が通る。また、橋の谷側は玉淀湖（荒川）である。親柱および高欄は谷側のみに設置されており、山側は橋が秩父鉄道の煉瓦製の護岸擁壁と一体化しているため設置されていない。コミュニティバスも含め、橋を通る公共交通機関は存在しない。
橋の南詰（熊谷側）は熊谷県土整備事務所と秩父県土整備事務所との管轄の境界であり、それを示す標柱が立てられている。国道と称しているが国道140号は補助国道であり、全区間県管理である。

## 歴史

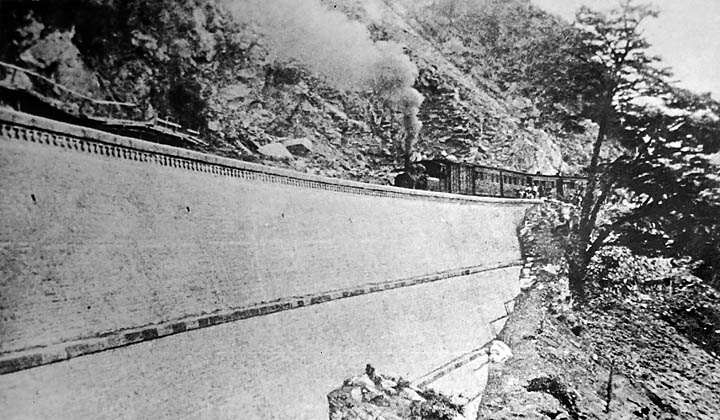
上武鉄道の煉瓦造りの護岸擁壁。この護岸擁壁の脇に橋が架けられた。

寄居から先、葉暮橋が架けられた場所は崖崩れの多発地帯で、かつては破崩（はぐれ）や端崩とも呼ばれた熊谷・秩父間における交通の最大の難所であった。
山が渓谷に迫る狭隘かつ急峻な地形で、徒歩は最短距離である左岸側の川縁の道を通り、荷物は馬は通行不能なため、竿舟を用いて舟運で運搬するか、現在の八高線荒川橋梁のやや下流側の地点にある「子持瀬の渡し」で荒川の対岸に渡り、奥武蔵北部の釜伏峠や粥新田峠（かゆにたとうげ）の峠道を迂回して曽根坂峠から大野原へ至っていた。秩父は馬の利用が多いため、峠道を利用する場合が多く、沿道には馬頭観音が多数存在する。
秩父鉄道の前身である上武鉄道が、現在の場所に山側の地山を掘削して谷側である荒川の川岸に浸食作用による崩落防止を兼ねた高さ30メートルの煉瓦積の擁壁を築いて線路敷設の用地を生み出し、その天羽に線路を通すなど、難工事の末1911年（明治44年）に開通している。この付近の秩父往還の痕跡である古道はこの工事による他、現在の国道140号の建設により消失している。
道路の方は地理的な制約から周囲に道路を通す用地が無いため、秩父鉄道の煉瓦造りの護岸側壁のすぐ脇に橋脚を立てて荒川に乗り出すような形の桟道橋を架けることとなった。急傾斜地の工事で作業スペースが充分でなかったが、1953年（昭和28年）3月に橋は開通した。橋長104.9メートル、幅員5.5メートルで歩道は設置されていなかった。橋名は破崩から取り、葉暮橋と名付けられた。
施工は上部工を桜田機械工業（サクラダ）、下部工を斉藤組が担当した。
橋の開通間もない1953年（昭和28年）5月18日に「二級国道甲府熊谷線」となり、国道の橋に昇格、1965年（昭和40年）に道路法改正に伴い、現在の一般国道140号として指定施行されている。1972年（昭和47年）に橋の谷側に隣接して幅員2メートルの歩道専用の側道橋が完成した。側道橋はより谷側に架けられているため、熊谷側に1径間分長くなっている。この側道橋の完成により、交通の隘路はやや改善が図られている。
1974年（昭和49年）頃、橋の拡幅工事や下部工補強工事が行われた。これにより幅員は現在の6.5メートルに拡げられた。2013年度に秩父県土整備事務所により橋の伸縮継手を、耐久性のある荷重支持型鋼製伸縮装置の物に交換された。また、2013年9月から2014年3月にかけて橋脚2基の耐震補強が実施された。

## 周辺

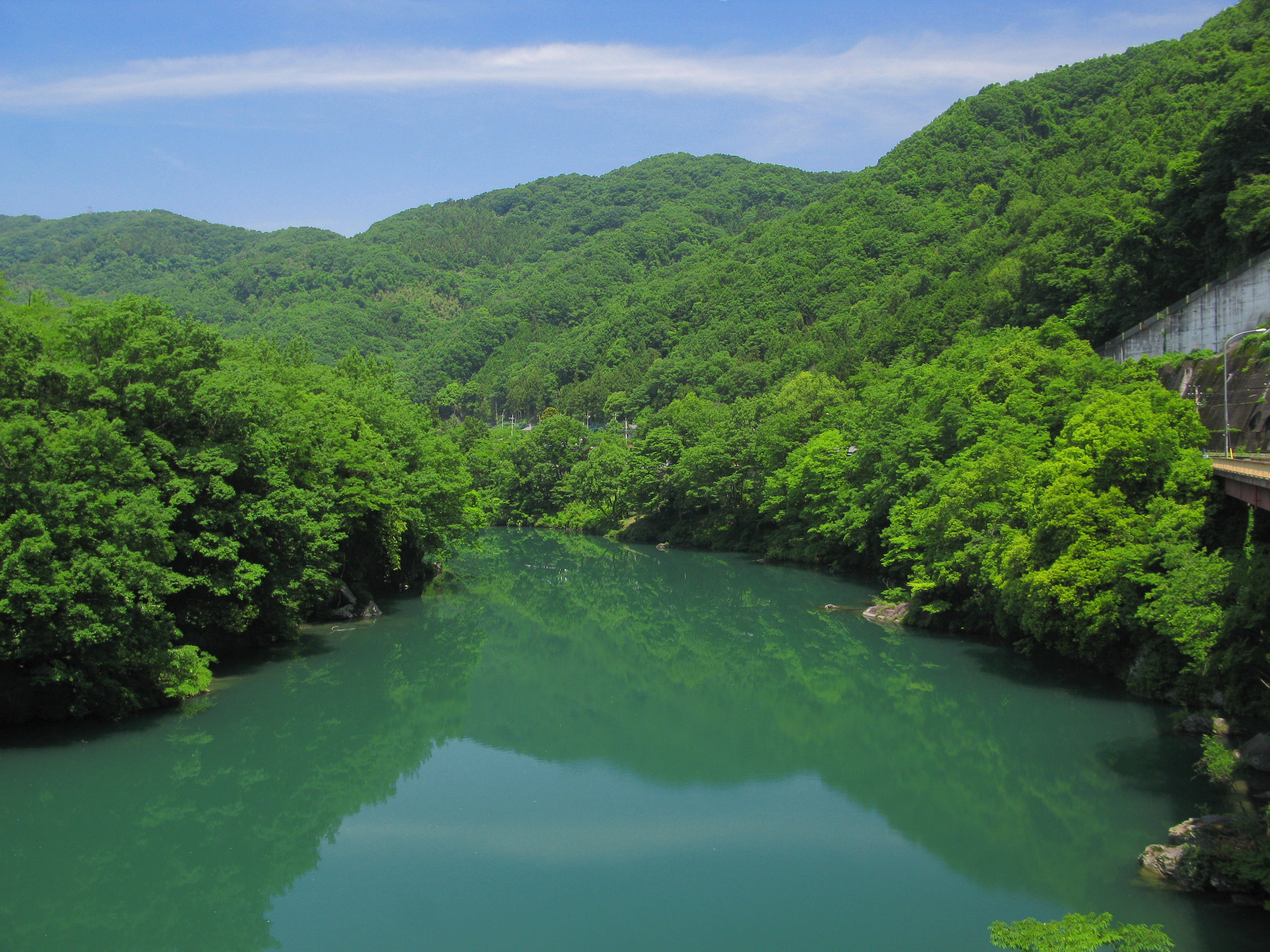
葉暮橋より望む玉淀湖

付近の山腹には破崩関の跡があるほか、線路の周辺には江戸時代の秩父往還の痕跡が残されている。
橋の谷側の荒川は1964年（昭和39年）6月に竣工した玉淀ダムによって堰き止められ玉淀湖となっている。玉淀湖の水質は透明度が高く、秋は紅葉の穴場である。玉淀湖ができる前の荒川は奥玉淀とも呼ばれ、長瀞渓谷の様な渓谷美の自然景観を造り出していて玉淀ライン下りでにぎわっていた。
国道140号の葉暮橋から波久礼駅前にかけての約600メートルに亘り、歩道が設置されていないことから、地元自治体より歩道を設置する要望が出されている。現道の拡幅事業の一環として整備する予定である。
- 波久礼駅
- 矢那瀬の石幢 - 明応8年（1499年）建立。県指定文化財。
- 虎ヶ丘城址（円良田城址）
- 金尾山
  - 金尾城址
  - 金尾山公園 - つつじの名所

## その他
- 畠山重忠が髪を整えたとされている「ビンダレ（鬢盥）」と呼ばれる高さはおよそ3丈（約9.09メートル）、広さは4方が1丈（約3.03メートル）の「V」の字形の穴が刻まれ水を湛えた岩が、葉暮橋付近の荒川の川岸に存在していた[18]。この岩は湛えた水が涸れることがないことから「雨乞いの石」とも呼ばれていた。またこの岩は大昔、秩父に住む巨人が荒川を挟んで寄居町金尾に左足を付き、同末野に右足を付きながら鬢をときつける際に鬢鏡にした岩であるとも言い伝えられている[19][20]。現在は玉淀湖の底に水没して見ることはできない。

## 風景

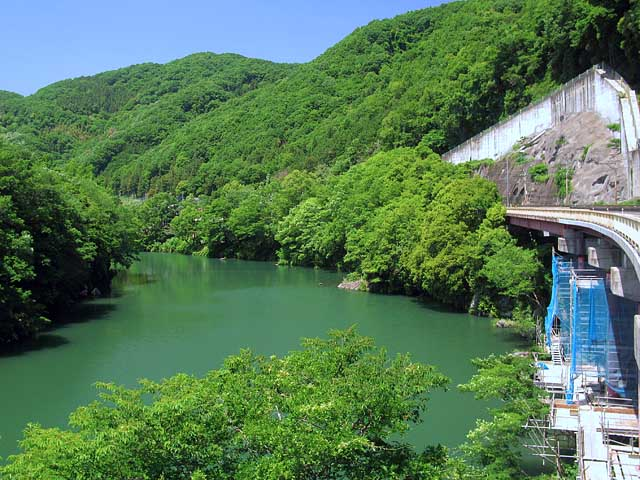
葉暮橋と荒川。
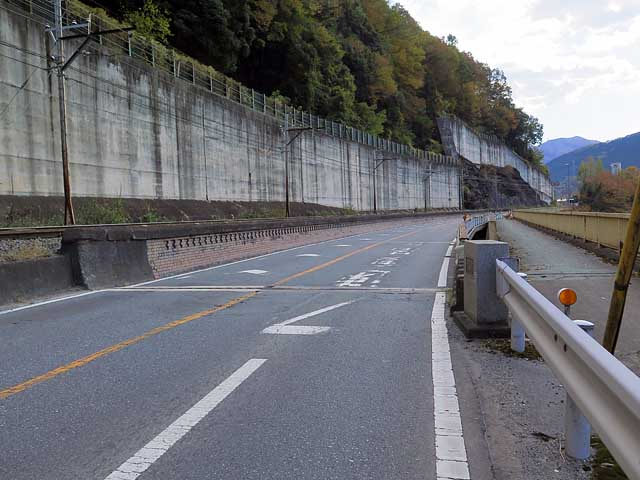
北詰より望む。
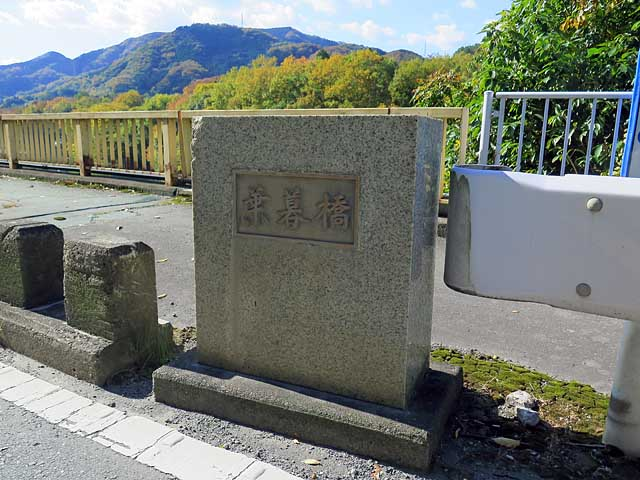
葉暮橋の親柱。
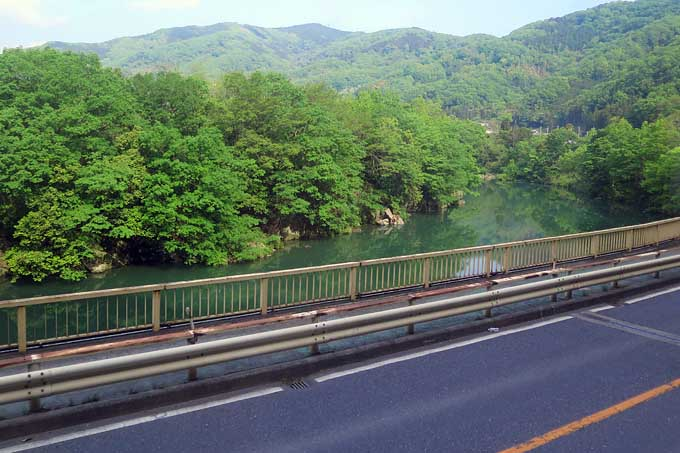
秩父鉄道より望む葉暮橋と玉淀湖。

## 隣の橋
- 荒川

（上流） - 高砂橋 - 白鳥橋 - 葉暮橋 - 寄居橋 - 末野大橋 - （下流）